# Єлена (Хасковська область)
Єле́на (болг. Елена) — село в Хасковській області Болгарії. Входить до складу общини Хасково.

## Населення
За даними перепису населення 2011 року у селі проживали 443 особи.
Національний склад населення села:
| Національність   | Кількість осіб | Відсоток |
| ---------------- | -------------- | -------- |
| болгари          | 282            | 67,3%    |
| турки            | 132            | 31,5%    |
| цигани           | 0              | 0%       |
| Всього відповіли | 419            |          |

Розподіл населення за віком у 2011 році:
Динаміка населення: